# Convolvulus zargarianus
Convolvulus zargarianus är en vindeväxtart som beskrevs av Ahmed Ahmad Parsa. Convolvulus zargarianus ingår i släktet vindor, och familjen vindeväxter. Inga underarter finns listade i Catalogue of Life.